# Jafa Jarkoni
Jafa Jarkoni (hebrejsky יפה ירקוני‎) (24. prosince 1925 – 1. ledna 2012) byla izraelská zpěvačka.

## Biografie
Její rodiče pocházeli z Kavkazu. V roce 1944 se provdala za Josefa Gustina, který v následujícím roce zemřel. V roce 1948 si vzala Šajkeho Jarkoniho, se kterým měla tři dcery. V roce 1998 získala Izraelskou cenu. V roce 2000 jí byla diagnostikována Alzheimerova choroba.